# Ascochilopsis lobata
Ascochilopsis lobata är en orkidéart som beskrevs av Jeffrey James Wood och Anthony L. Lamb. Ascochilopsis lobata ingår i släktet Ascochilopsis och familjen orkidéer. Inga underarter finns listade i Catalogue of Life.